# Eisenhower-doktrína

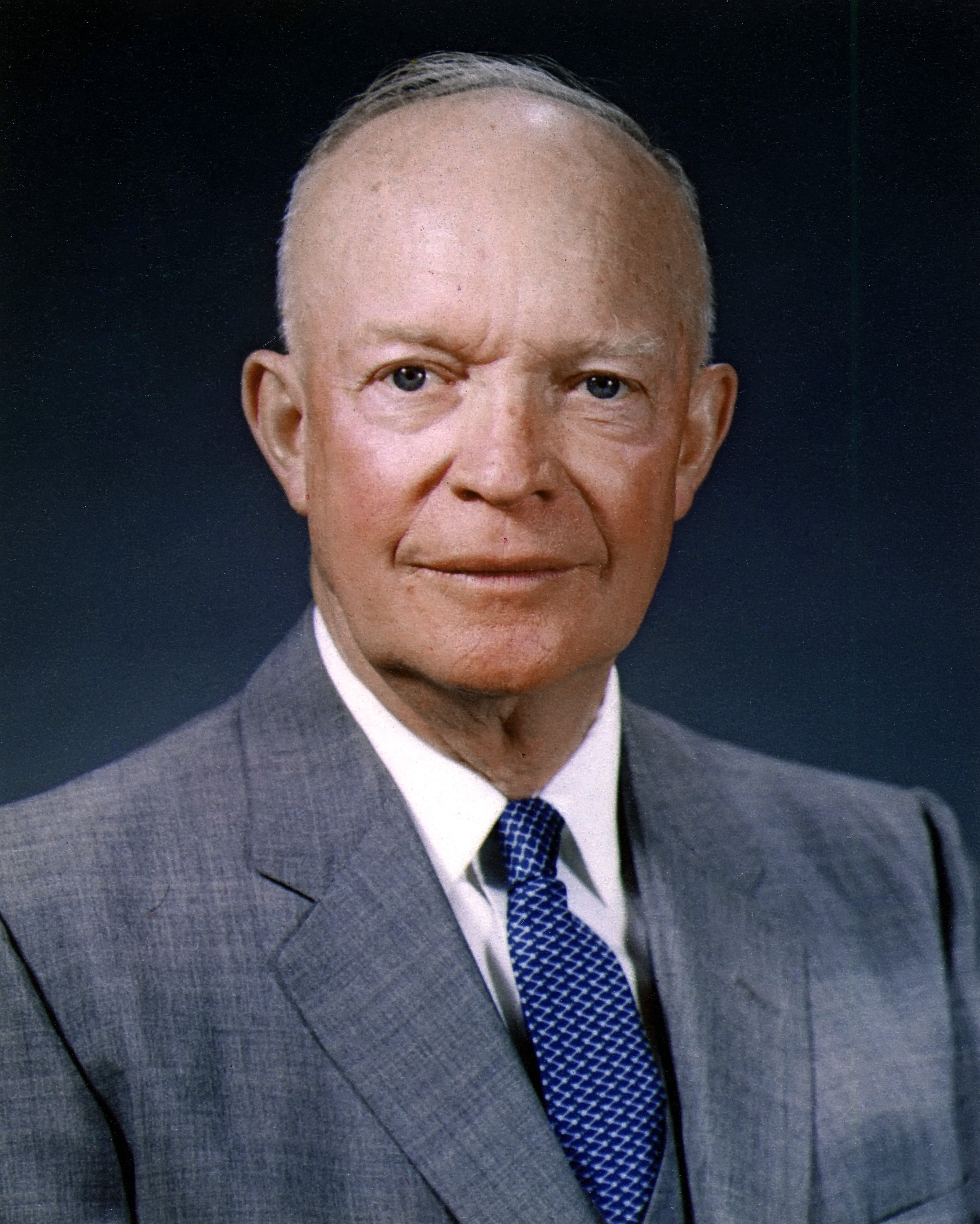
Dwight D. Eisenhower

Az Eisenhower-doktrína amerikai politikai kezdeményezés volt, amely Dwight D. Eisenhowerről, az Amerikai Egyesült Államok elnökéről kapta a nevét. A doktrína születése az 1956-os szuezi válsághoz köthető, ennek során az Egyesült Államok nyomására Franciaország és az Egyesült Királyság kénytelen volt kivonni csapatait Egyiptomból. Az Egyesült Államok ekkor megrettent az olajban gazdag Közel-Keleten keletkezett hatalmi vákuumtól, és ezért a Kongresszus 1957-ben elfogadta az Eisenhower-doktrínát, mely megengedte az elnöknek, hogy segítsen bármely közel-keleti országot, amelyről úgy ítélik, hogy a kommunizmus által veszélyeztetett. Bár a megfogalmazás szerint a doktrína általánosságban a nemzetközi kommunizmus terjedésének próbált gátat szabni, megszületését annak a konkrét törekvésnek köszönheti, amely Nasszer, az egyiptomi elnök ambícióit próbálta korlátozni. 1958-ban ennek a doktrínának a szellemében küldtek angol és amerikai csapatokat a nyugatbarát rezsimek megsegítésére Jordániába és Libanonba. Az Eisenhower-doktrína tulajdonképpen azt deklarálta, hogy az Egyesült Államok számára a Közel-Kelet egy kiemelt fontosságú terület.